# Sungai Ara

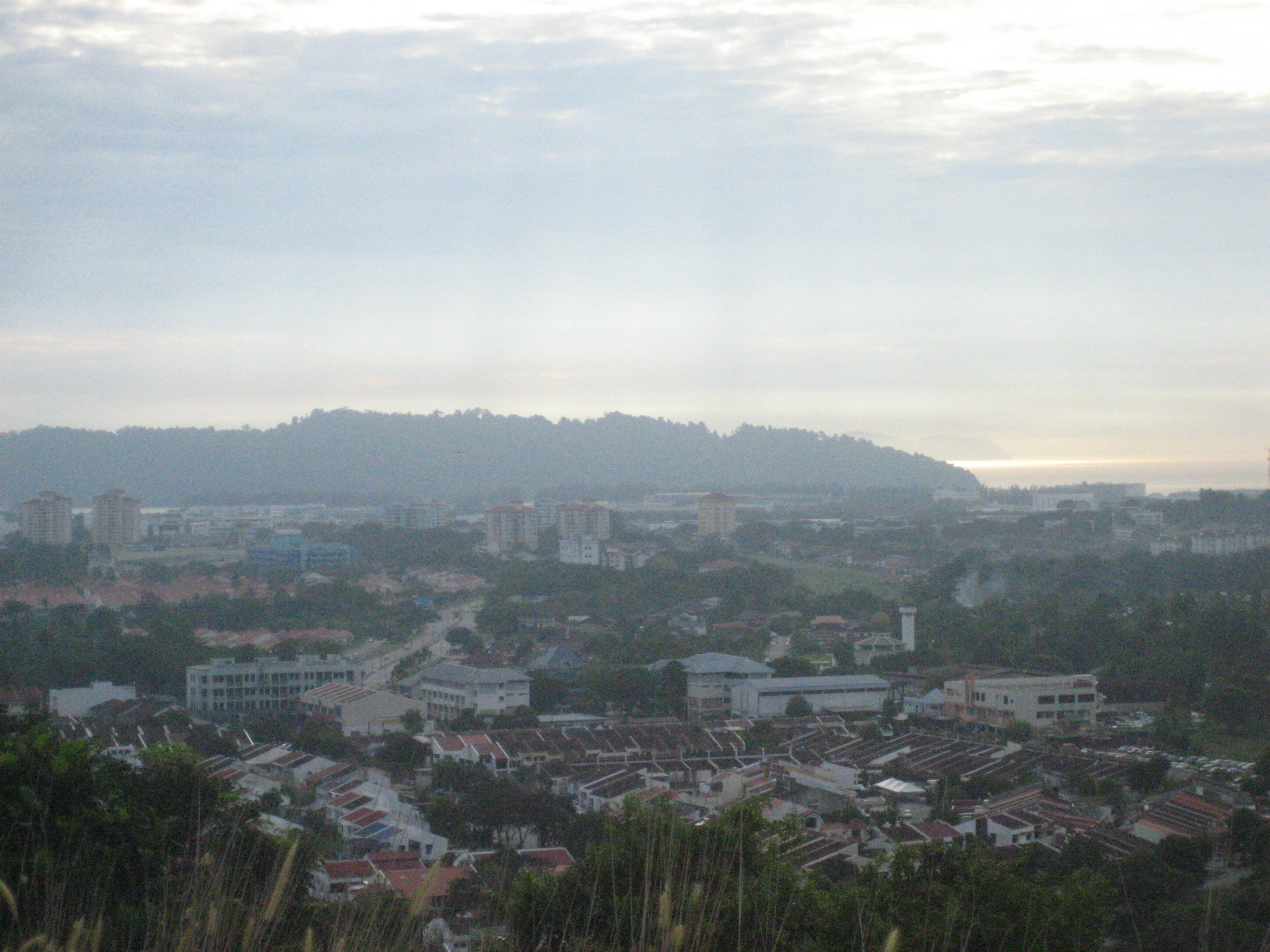

Sungai Ara – miasto w Malezji, w stanie Penang.